# Sidney Drew
Sidney Drew, född 28 augusti 1863 i New York, död där den 9 april 1919, var en amerikansk skådespelare och regissör, far till skådespelaren S. Rankin Drew, och morbror till skådespelarna John, Lionel och Ethel Barrymore.

## Fotnoter
1. 1 2  Internet Broadway Database, Internet Broadway Database person-ID: 67373, läst: 9 oktober 2017.[källa från Wikidata]
2. 1 2 3  läs online, wfpp.cdrs.columbia.edu , läst: 14 juni 2019.[källa från Wikidata]

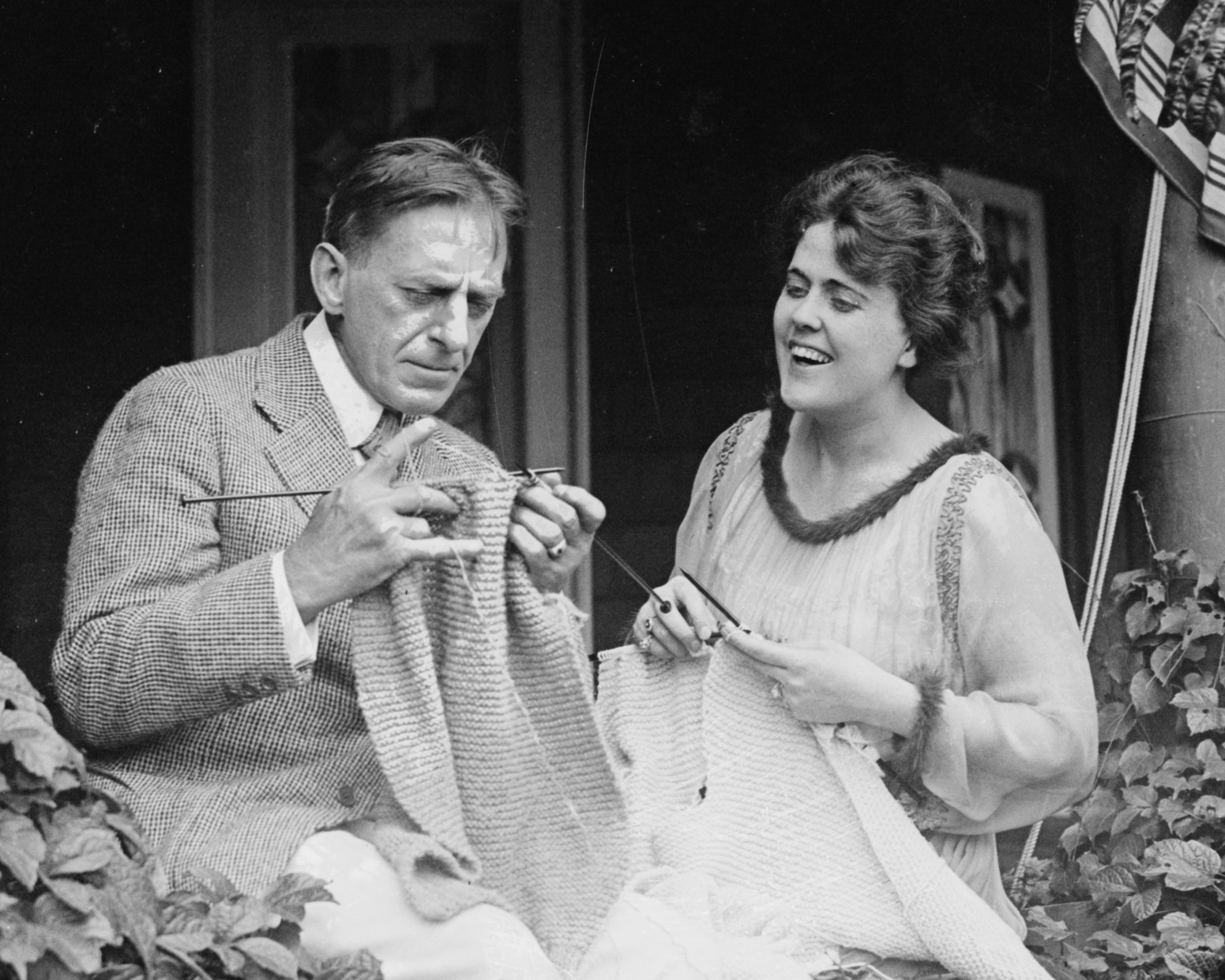
Sidney Drew.
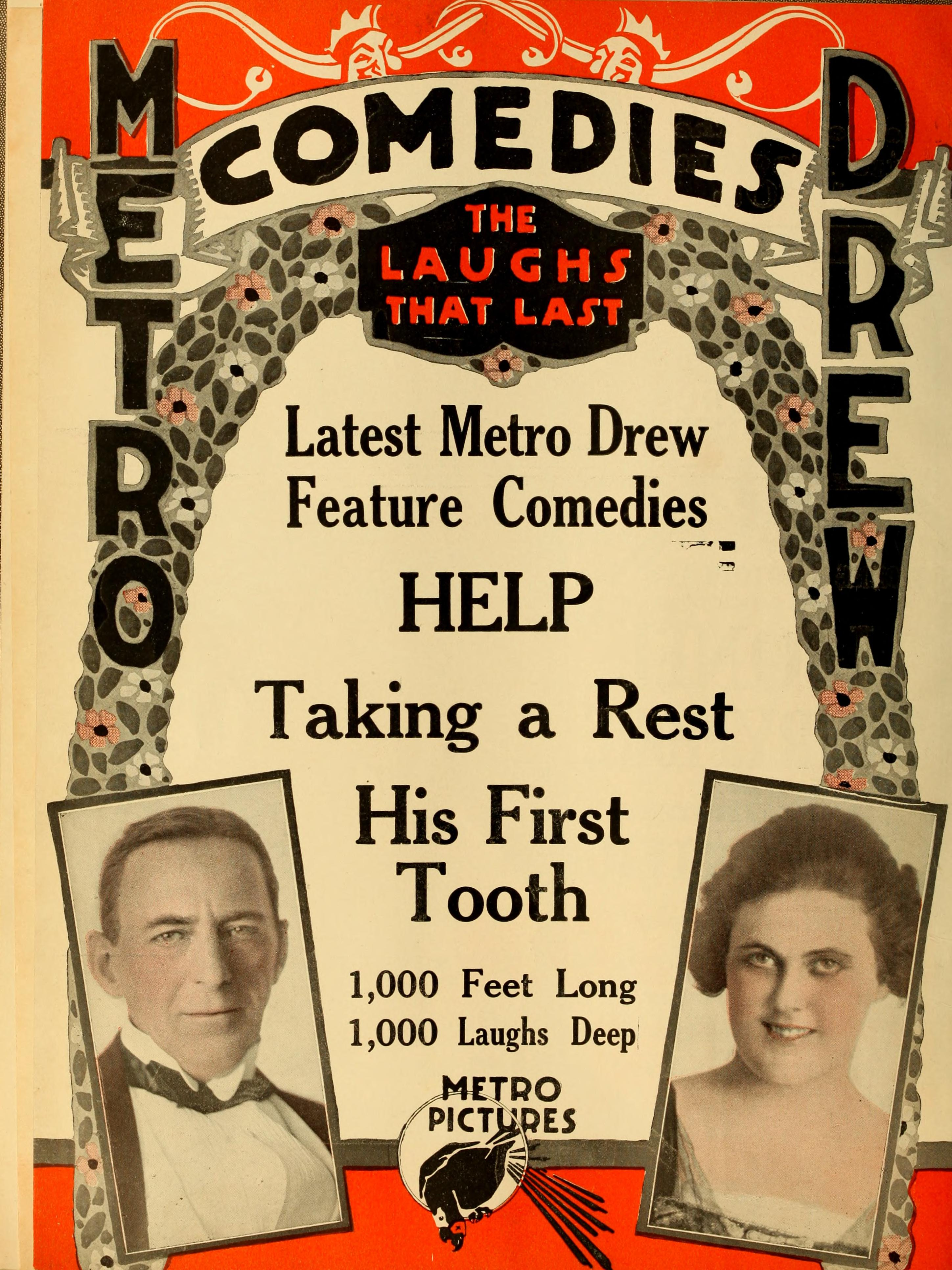
Annons (1916).